# Vincent Bueno
Vincent Mendoza Bueno (ur. 10 grudnia 1985 w Wiedniu) – austriacki piosenkarz, kompozytor i muzyk pochodzenia filipińskiego. Reprezentant Austrii w Konkursie Piosenki Eurowizji 2021.

## Życiorys
Zainspirowany występami ojca w lokalnym zespole rockowym, w wieku 11 lat nauczył się gry na gitarze, pianinie i perkusji. W 2008 został laureatem pierwszej edycji programu Musical! Die Show. W 2010 brał udział w filipińskim programie telewizyjnym All-Star Sunday Afternoon Party XV.
W 2020 miał reprezentować Austrię z utworem „Alive” w Konkursie Piosenki Eurowizji w Rotterdamie, jednak konkurs został odwołany przez organizatorów z powodu pandemii COVID-19. W 2021 został ogłoszony reprezentantem Austrii z utworem „Amen” w 65. Konkursie Piosenki Eurowizji w Rotterdamie. 20 maja wystąpił w drugim półfinale, w którym zajął 12. miejsce, przez co nie awansował do finału.

## Dyskografia

### Albumy
- 2009: Step by Step
- 2016: Wieder Leben
- 2018: Invincible

### Single
- 2008: Sex Appeal
- 2011: Party Hard
- 2016: Bida Best Sa Tag-Araw (feat. Angeline Quinto)
- 2016: All We Need Is That Love
- 2017: Sie Ist So
- 2018: Rainbow After the Storm
- 2019: Get Out My Lane
- 2020: Alive
- 2021: Amen